# おしどり (五木ひろしの曲)
「おしどり」は、1991年10月に五木ひろしが発売したシングルである。

## 収録曲
1. おしどり
  - 作詞:石坂まさを／作曲:弦哲也／編曲:前田俊明
2. 天の蛍
  - 作詞:吉岡治／作曲:市川昭介／編曲:池多孝春